# Kōya Kitagawa
Kōya Kitagawa (jap. 北川航也 Kitagawa Kōya; ur. 26 lipca 1996 w prefekturze Shizuoka) – japoński piłkarz występujący na pozycji napastnika.

## Kariera piłkarska
Od 2015 roku występuje w Shimizu S-Pulse.